# Monoimo
Monoimus (viveu entre 150 - 210 dC) foi um gnóstico árabe (o nome arábico era provavelmente Mun'im منعم), que era conhecido apenas por um relato de Teodoreto (Haereticarum Fabularum Compendium i. 18) até que uma obra antiherética até então considerada perdida (Refutação de todas as heresias ou Philosophumena, livro VIII, cap. IV) de Hipólito foi encontrada.
Hipólito afirmava que Monoimo era um seguidor de Tatiano e que seu sistema cosmológico era derivado dos pitagóricos, o que realmente parece provável. Além disso, ele foi claramente inspirado pelo Cristianismo, Monismo e o Gnosticismo.

## Doutrina
Monoimo é conhecido por cunhar o uso da palavra Mônade num contexto gnóstico. De acordo com ele, o mundo foi criado a partir do Mônade (ou iota ou Yod ou partícula) infinitesimal, que gera então a díade, a tríade, tétrade, pentade, héxade, héptade, ogdóade, enéade até dez, a décade. Ele portanto identificou os aeons gnósticos como os primeiros elementos da cosmologia pitagórica. Ele também relacionou essas diferentes entidades com a descrição da criação do Gênesis. 
Esta descrição de Hipólito também corresponde às duas versões de um texto chamado Eugnostos, o abençoado  encontrado na Biblioteca de Nag Hammadi, onde a mesma relação mônade até décade é descrita. O texto de Eugnostos, por sua vez, é muito similar ao texto Sophia de Jesus Cristo, onde a palavra mônade aparece novamente. 
Monoimo também é famoso por sua citação sobre a natureza de Deus, que pode ser descrita como panteísta (de Hipólito):
| “ | Desistindo de procurar por Deus, a criação e coisas como esta, busques por Ele dentro de ti e aprendas quem é que agrega em Si absolutamente todas as coisas dentro de ti, e digas: "Meu Deus, minha mente, minha compreensão, minha alma, meu corpo". E aprendas de onde vem tristeza, a alegria, o amor, o ódio, a vivacidade involuntária, a sonolência involuntária, a raiva involuntária e afeição involuntária; e se tu investigares corretamente estes (pontos), O descobrirás, unidade e pluralidade, em ti mesmo, de acordo com aquela partícula, e saberás que Ele encontra a conexão como sendo tu mesmo | ” |
|   | — Monoimo, segundo Hipólito. |   |

Esta ideia lembra o ponto de vista muito mais recente do Sufi Ibn Arabi, embora não se conheça nenhuma conexão entre eles.

### Símbolos pitagóricos

Mônade
Díade
Tríade
Tétrade
Pentade
Decade